# Güterwagen der Austauschbauart
Im Güterwagenbau von Eisenbahn-Fahrzeugen versteht man unter Austauschbauart eine im Jahr 1924 von der Deutschen Reichsbahn Gesellschaft eingeführte Bauweise von Güterwagen durch die Verwendung von austauschbaren Wagenteilen. Im Sinne des Austauschbaus wurde schon bei der Konstruktion dieser Güterwagen auf die Verwendung von genormten Teile mit geringen Toleranzen geachtet. Dadurch konnten einzelne Bauelemente zwischen den verschiedenen Güterwagen ausgetauscht werden, was eine effektivere Instandhaltung ermöglichte. 
Als im Jahre 1933 die Schweißtechnik im Güterwagenbau eingeführt wurde, entstand die nächste Generation von Güterwagen, die Güterwagen der geschweißten Bauart.
Schon seit 1921 wird bei der Entwicklung von Güterwagen unterschieden zwischen Güterwagen ohne besondere Merkmale, die dem Standard oder der Norm entsprechen, und solchen mit besonderen Merkmalen, die daher über eine besondere Ausstattung oder über besondere Eigenschaften verfügen.
So wurden auch die Güterwagen der Austauschbauart eingeteilt in:
- Güterwagen der Regelbauart, Standardgüterwagen ohne besondere Merkmale
- Güterwagen der Sonderbauart, Güterwagen mit besonderen Merkmalen

## Entwicklungsgeschichte
Mit Entstehung der Deutschen Reichsbahn-Gesellschaft 1924 als wirtschaftlich selbstständiges Unternehmen entstand auch der Druck, die Kosten möglichst niedrig zu halten. So wurde auch die Austauschbauart für den Güterwagenbau eingeführt, und vom „Allgemeinen Waggon-Normenausschuss“ (Awana) wurden die entsprechenden Konstruktionspläne für diese Bauart in Ergänzung zur DIN-Norm entwickelt. Die Wagenbauarten sollten möglichst weitgehend vereinheitlicht werden und Teile ohne Nacharbeiten ausgetauscht werden können. 
Diese Konstruktionspläne basierten noch weitgehend auf den Musterblättern für die Güterwagen der Verbandsbauart. Von den ursprünglich elf Standardgüterwagen der Verbandsbauart wurden aber nur acht Wagenarten für den Austauschbau übernommen. Da die Güterwagen nach Musterblatt A1 (offener Güterwagen) und nach Musterblatt A5 (Drehschemelwagen) nicht mehr zeitgemäß waren, wurden diese nur noch in geringen Stückzahlen in Austauschbauart gebaut. Der kurze offene Kohlenwagen nach Musterblatt A6 wurde gar nicht mehr in Austauschbauart gefertigt. 
Die gebauten Stückzahlen der Güterwagen der Austauschbauart erreichten aber nicht annähernd die der Verbandsbauart, da die Weltwirtschaftskrise eine Verringerung des Transportaufkommens bewirkte und der Bedarf an Güterwagen entsprechend gering war. 
Die genieteten Güterwagen der Austauschbauart waren im Gegensatz zu den später gebauten Güterwagen der Kriegsbauart solide Konstruktionen, weshalb sie nach dem Krieg bei beiden deutschen Bahngesellschaften noch jahrzehntelang ohne größere Umbauten im Einsatz waren.

## Bezeichnung und Anstrich
Fast alle Güterwagen der Deutschen Reichsbahn wurden ab etwa 1921 mit dem Schriftzug „Deutsche Reichsbahn“ sowie mit dem Namen eines „Gattungsbezirks“, einer „Wagennummer“ und einem „Gattungszeichen“ versehen. Die Aufbauten wurden in rotbrauner Farbe (Farbnummer 11a) gestrichen, die Wagendächer in hellgrauer Farbe (Farbnummer 47) und die Wagenrahmen in schwarzer Farbe (Farbnummern 14, 24, 33).
1927 erfolgte die Umstellung von den Einheitsfarben der Deutschen Reichsbahn auf das RAL-Farbsystem 840 B. Ab 1940 wurden die Farben für die Anstriche der Güterwagen nochmals geändert, so wurden beispielsweise ab Dezember 1941 die eisernen Dächer der gedeckten Güterwagen in schwarzgrauer Farbe (RAL-7021) gestrichen und nicht mehr in grüngrauer. Ab 1942 trugen die meisten Wagen nur noch den Schriftzug „DR“, den Namen eines Gattungsbezirks, eine Wagennummer und ein Gattungszeichen.

### Zusätzliche Gattungsbezirke
Ab 1921 wurden alle Güterwagen mit gleichen oder ähnlichen Verwendungsmöglichkeiten in sogenannte Gattungsbezirke zusammengefasst. Diese erhielten Namen deutscher Städte, meist Städte mit Sitz einer Reichsbahndirektion. So kamen unter der DRG ab 1926 folgende Gattungsbezirke hinzu:
| Zusätzliche Gattungsbezirke der Deutschen Reichsbahn ab 1926 | Zusätzliche Gattungsbezirke der Deutschen Reichsbahn ab 1926 | Zusätzliche Gattungsbezirke der Deutschen Reichsbahn ab 1926 | Zusätzliche Gattungsbezirke der Deutschen Reichsbahn ab 1926 | Zusätzliche Gattungsbezirke der Deutschen Reichsbahn ab 1926 |
| Gattungsbezirke                                              | Gattungszeichen                                              | Wagenart                                                     | Bauart                                                       | Zeitraum                                                     |
| ------------------------------------------------------------ | ------------------------------------------------------------ | ------------------------------------------------------------ | ------------------------------------------------------------ | ------------------------------------------------------------ |
| Königsberg                                                   | O                                                            | Offene Wagen                                                 | Austauschbauart                                              | ab 1924                                                      |
| Trier, später Saarbrücken                                    | G, R, Gk                                                     | Fährbootwagen                                                | Austauschbauart                                              | 1927–1935                                                    |
| Wuppertal, vormals Elberfeld                                 | K                                                            | Klappdeckelwagen                                             | Länderbahnbauart, Verbandsbauart, Austauschbauart            | ab 1930                                                      |

Siehe hierzu auch:
- Gattungsbezirke ab 1921
- Zusätzliche Gattungsbezirke ab 1935
- Zusätzliche Gattungsbezirke ab 1942

## Güterwagen der Regelbauart
Die Waggons der Austauschbauart wurden in genieteter Bauweise hergestellt, waren größtenteils mit einer Kunze-Knorr-Druckluftbremse (Kk-Bremse) ausgestattet und waren, mit einigen Ausnahmen, für eine Geschwindigkeit von 65 km/h zugelassen. Viele dieser Wagen waren, wegen der beginnenden deutsch-russischen Wirtschaftsbeziehungen, für ein Umsetzen auf die russische Breitspur konstruiert worden.

### Gedeckte Güterwagen

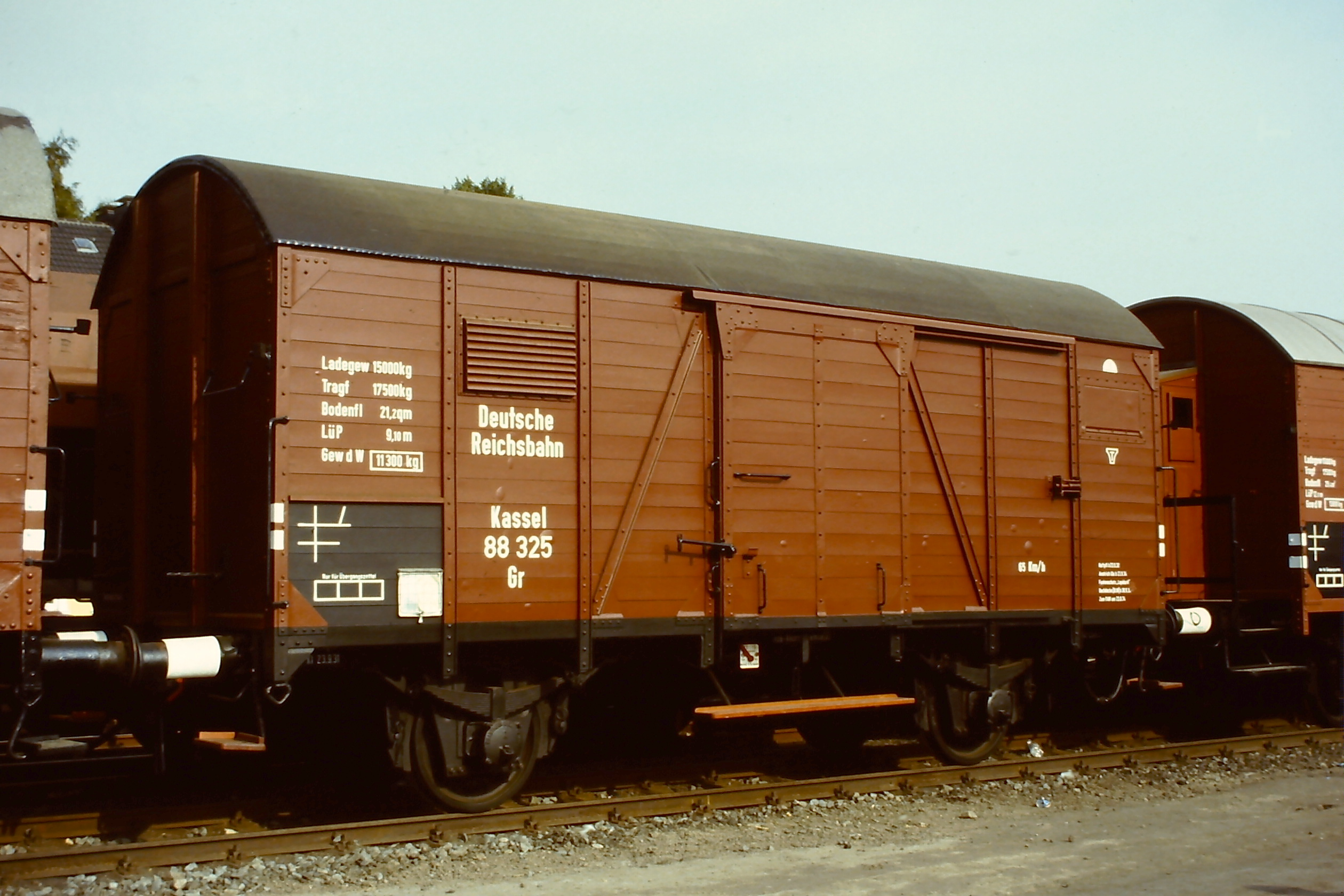
Gr Kassel

Gattungszeichen Gr, Gattungsbezirk Kassel
Die gedeckten Wagen des Gattungsbezirks Kassel basierten auf den Wagen der Verbandsbauart nach Musterblatt A2. Bedingt durch die Standardisierung wurde der gleiche Wagenrahmen wie der des offenen Güterwagens der Wagengattung „Om Königsberg“ verwendet, hierfür wurde der Wagenaufbau entsprechend angepasst. Diese Wagen hatten durch die Anpassungen eine Ladelänge von 7.720 mm und eine Ladebreite von 2.740 mm und waren gegenüber den Güterwagen der Verbandsbauart um eine Tonne schwerer. Ihre Länge über Puffer betrug ohne Handbremse 9.100 mm und mit Handbremse 9.800 mm, der Achsstand blieb bei 4.500 mm und sie waren als Umsetzwagen zum Übergang auf Breitspur geeignet.
Weitere auffällige Unterschiede waren die Verwendung eines Tonnendachs statt eines Flachdachs und das auf dem Untergestell stehende Bremserhaus. Der Wagenkasten wurde durch Diagonalstreben zum Verstärken der Seitenfelder neben den Türen zusätzlich stabilisiert. In jeder Seitenwand waren eine Lade- sowie eine Lüftungsklappe eingebaut, wobei sich eine immer am Ende der Seitenwand befand. Die Wagen des Gattungsbezirk Kassel erhielten die Wagennummern 80.001 bis 88.263.
1935 wurden auch zwei Versuchswagen mit 1650 mm langen Blattfedern anstatt der sonst verwendeten 1.100 mm langen Federn gebaut sowie mit einem Achsstand von 6.000 mm (mit Handbremse) und 5.300 mm (ohne Handbremse). Diese zwei Wagen dienten zur Ermittlung der Laufeigenschaften bei einer Geschwindigkeit von 90 km/h. Die Versuche führten zur Erkenntnis, dass diese baulichen Veränderungen für die gedeckten Güterwagen keine wirtschaftlichen Vorteile bringen. Sie wurden aber bei den gedeckten großräumigen Güterwagen realisiert.

#### Gedeckte großräumige Güterwagen

##### Wagen mit 1.100mm langen Federn

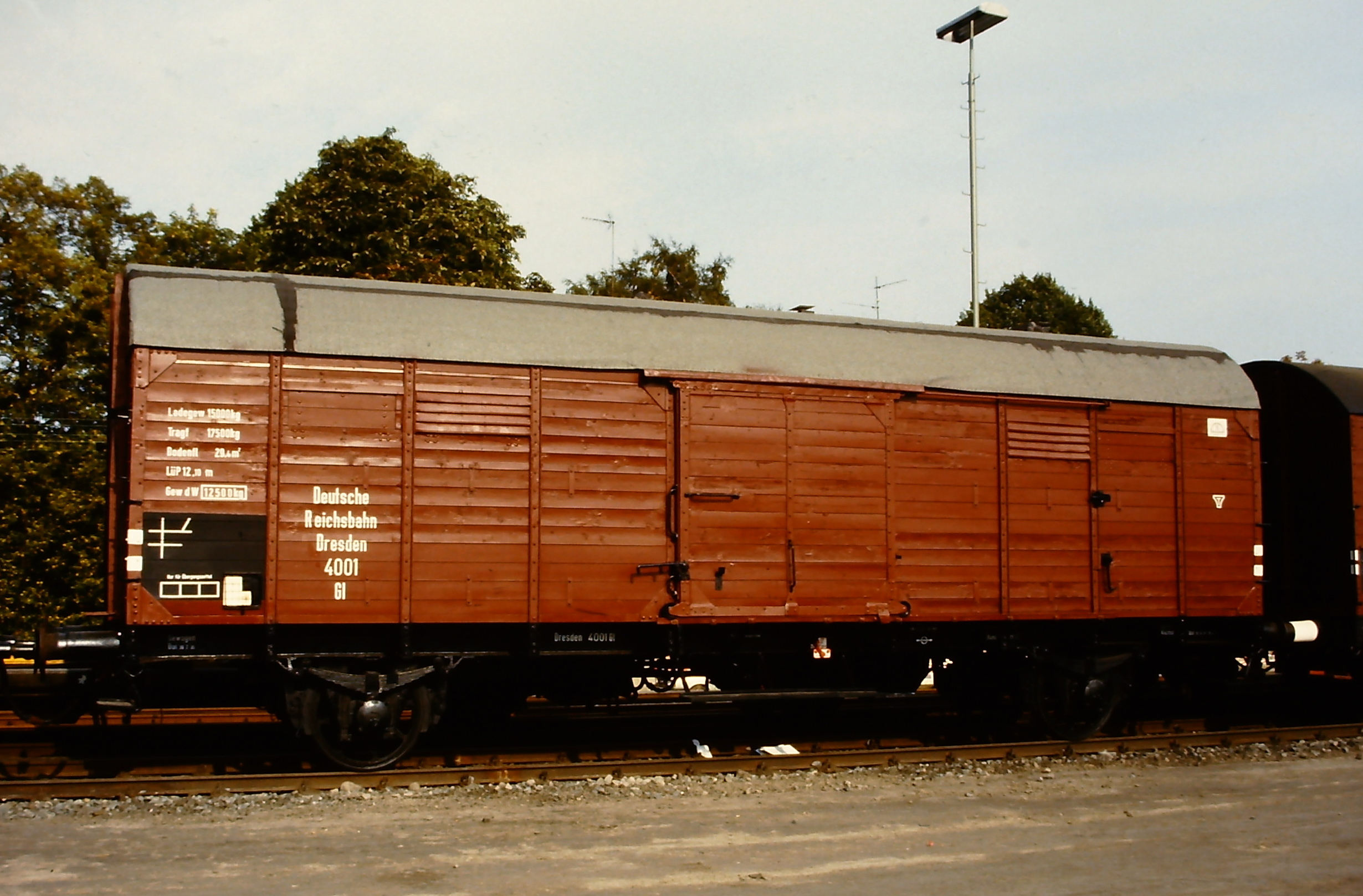
Gl Dresden 4001

Gattungszeichen Gl, Glr – Gattungsbezirk Dresden
Die Abmessungen und das Laufwerk mit den elflagigen und 1.100 mm langen Tragfedern dieser zweiachsigen Güterwagen des Gattungsbezirk Dresden glichen den Güterwagen der Verbandsbauart nach Musterblatt A9. Sie hatten eine Länge über Puffer von 12.100 mm ohne Handbremse und 12.800 mm mit Handbremse; eine Ladelänge von 10.720 mm, ihr Ladegewicht lag bei 15 Tonnen und ihr Achsstand betrug 7.000 mm. Neu waren die geänderte Dachform des Tonnendachs, die Diagonalstreben am Wagenkasten in den Seitenfeldern neben den Türen, und das Sprengwerk am Untergestell. 1929 kam noch die Wagengattung „Glr Dresden“ hinzu, deren Hauptabmessungen identisch waren mit denen der Wagengattung Gl Dresden, die aber umsetzfähig auf die russische Breitspur gebaut wurde.

##### Wagen mit 1.650mm langen Federn

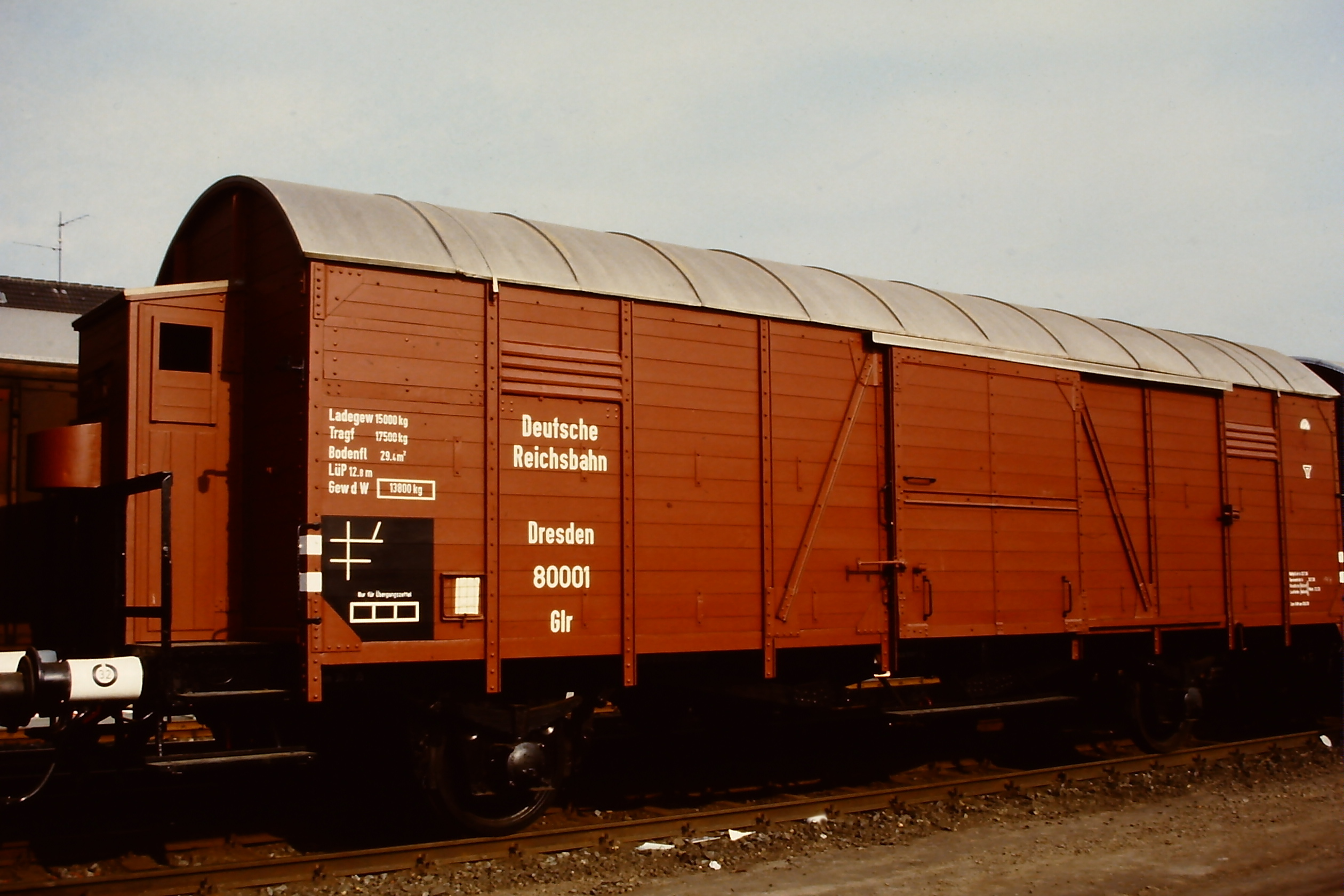
Glr Dresden 80001

Gattungszeichen Glr/Glrhs – Gattungsbezirk Dresden
1935 wurden die Versuche zur Laufverbesserung von gedeckten Güterwagen auf die Güterwagen des Gattungsbezirks Dresden erweitert. So wurden für diese Zwecke einige Versuchswagen der Wagengattung Glr und später auch der Gattung Glrhs gebaut. Diese mit neunlagigen und 1.650 mm langen Tragfedern ausgerüsteten Wagen hatten einen von Achsstand von 7.000 mm und verfügten über eine Hildebrand-Knorr-Personenzugbremse. Sie hatten eine Ladelänge von 10.720 mm, eine Länge über Puffer von 12.800 mm mit Handbremse, ihr Ladegewicht lag bei 15 Tonnen, ihre Tragfähigkeit bei 17,5 Tonnen und ihr Eigengewicht bei 13,4 Tonnen. Sie wurden mit und ohne Handbremse gebaut und waren durch die tiefliegenden Knotenbleche am Wagenkasten neben den Türen gut von den Wagen älterer Bauart zu unterscheiden.

##### Wagen mit 1.800mm langen Federn
Gattungszeichen Glhs/Glehs – Gattungsbezirk Dresden
Zum Erreichen besserer Laufeigenschaften bei höheren Geschwindigkeiten wurde ab 1933 die Wagengattung „Glhs Dresden“ entwickelt. Diese mit neunlagigen und 1.800 mm langen Tragfedern ausgerüsteten Wagen hatten einen von 7.000 mm auf 7.700 mm vergrößerten Achsstand und verfügten über eine Kunze-Knorr-Personenzugbremse. 
Problematisch war, dass diese Güterwagen auf den meisten Gleiswaagen und Drehscheiben wegen des großen Achsstandes keinen Platz fanden. Durch die weiche Federung sowie den kurzen Überhang des Wagenkastens wiesen sie ausgezeichnete Schnellfahreigenschaften auf und konnten für eine Geschwindigkeit von 90 km/h zugelassen werden. Ab 1933 wurden insgesamt 650 Wagen gebaut; alle erhielten eine Dampfheizleitung und besaßen eine Handbremse. Die Wagengattung „Glehs Dresden“ verfügte noch zusätzlich über eine Leitung für eine elektrische Heizung. Ihre Länge über Puffer betrug mit Handbremse 12.800 mm. Einige dieser Wagen wurden für die Leichtgüterzüge (Leig) zu einer Einheit umgebaut, um im Stückgut-Schnell-Verkehr eingesetzt werden zu können.

##### Wagen mit Stirnwandtüren

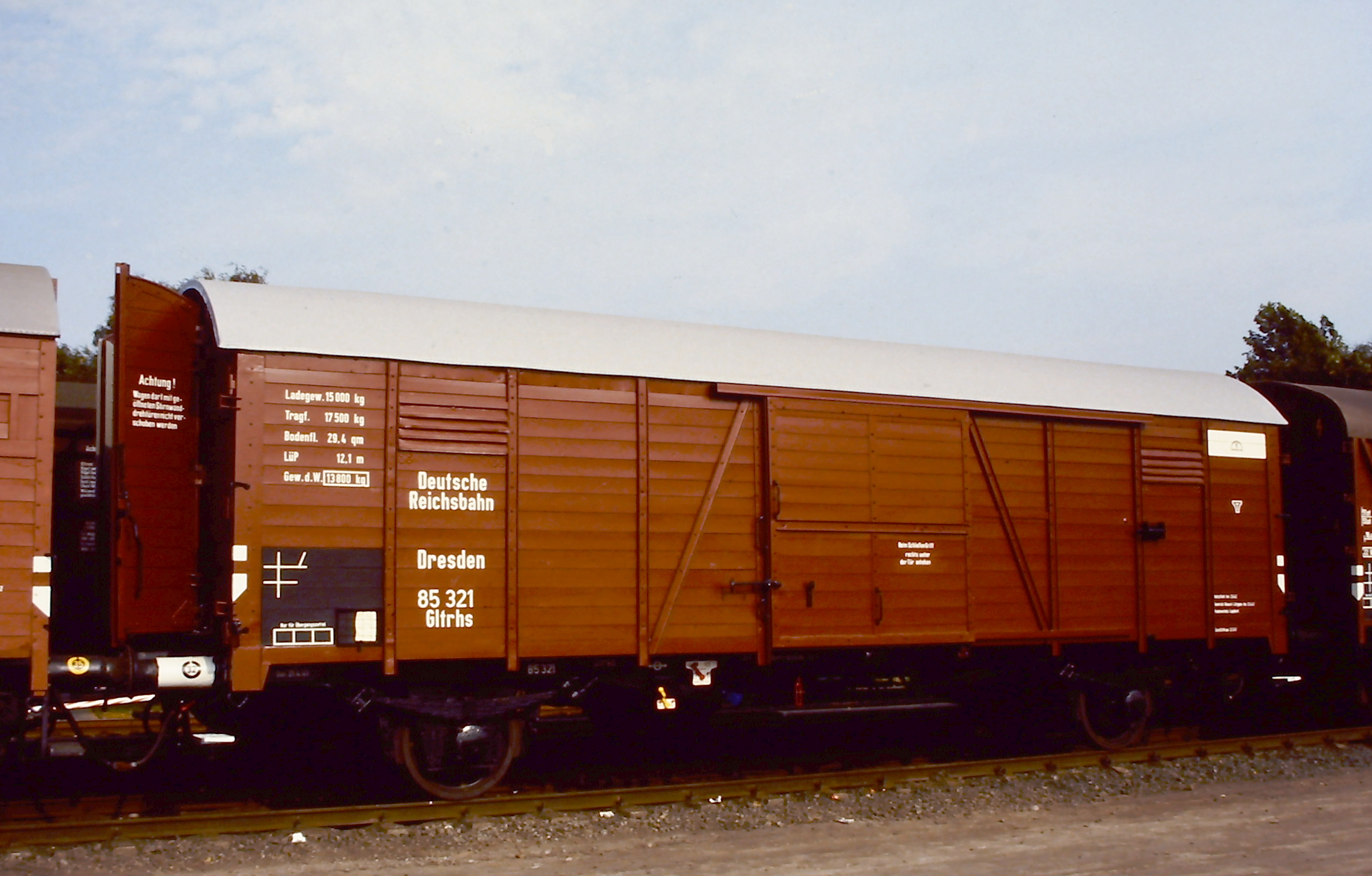
Dresden Gltrhs

Gattungszeichen Glt, Glth, Gltrhs – Gattungsbezirk Dresden
Erstmals wurde 1927 auch eine Wagengattung mit Stirnwandtüren für den witterungsgeschützten Transport von Kraftfahrzeugen gebaut, diese Wagen wurden der Wagengattung „Glt Dresden“ zugeordnet, sie hatten die Hauptabmessungen der Gl-Wagen und wurden auch mit elflagigen und 1100 mm langen Tragfedern ausgerüstet. Die Anfang 1933 gebaute Wagengattung „Glth Dresden“ wurde erstmals mit neunlagigen und 1.650 mm langen Tragfedern gefertigt, dadurch sollten die Laufeigenschaften verbessert beziehungsweise getestet werden. Noch im selben Jahr wurde die Wagengattung „Gltrhs Dresden“ gebaut, auch mit neunlagigen und 1650 mm langen Tragfedern, aber für eine Geschwindigkeit von 90 km/h zugelassen. Diese breitspurtauglichen Wagen verfügten über zweiflügelige Türen auf einer beziehungsweise beiden Stirnwandseiten sowie über eine Dampfheizleitung.
Durch die Erfahrungen mit diesen verschiedenen Wagenarten wurde ein Standard für die schnelllaufenden gedeckten großräumigen Güterwagen gefunden, der für mehrere Jahre Gültigkeit haben sollte. Die Ladefläche wurde auf 29,4 m² festgelegt, der Achsstand auf 7.000 mm und es fanden neunlagige und 1.650 mm oder 1.800 mm lange Tragfedern Verwendung.

#### Klappdeckelwagen

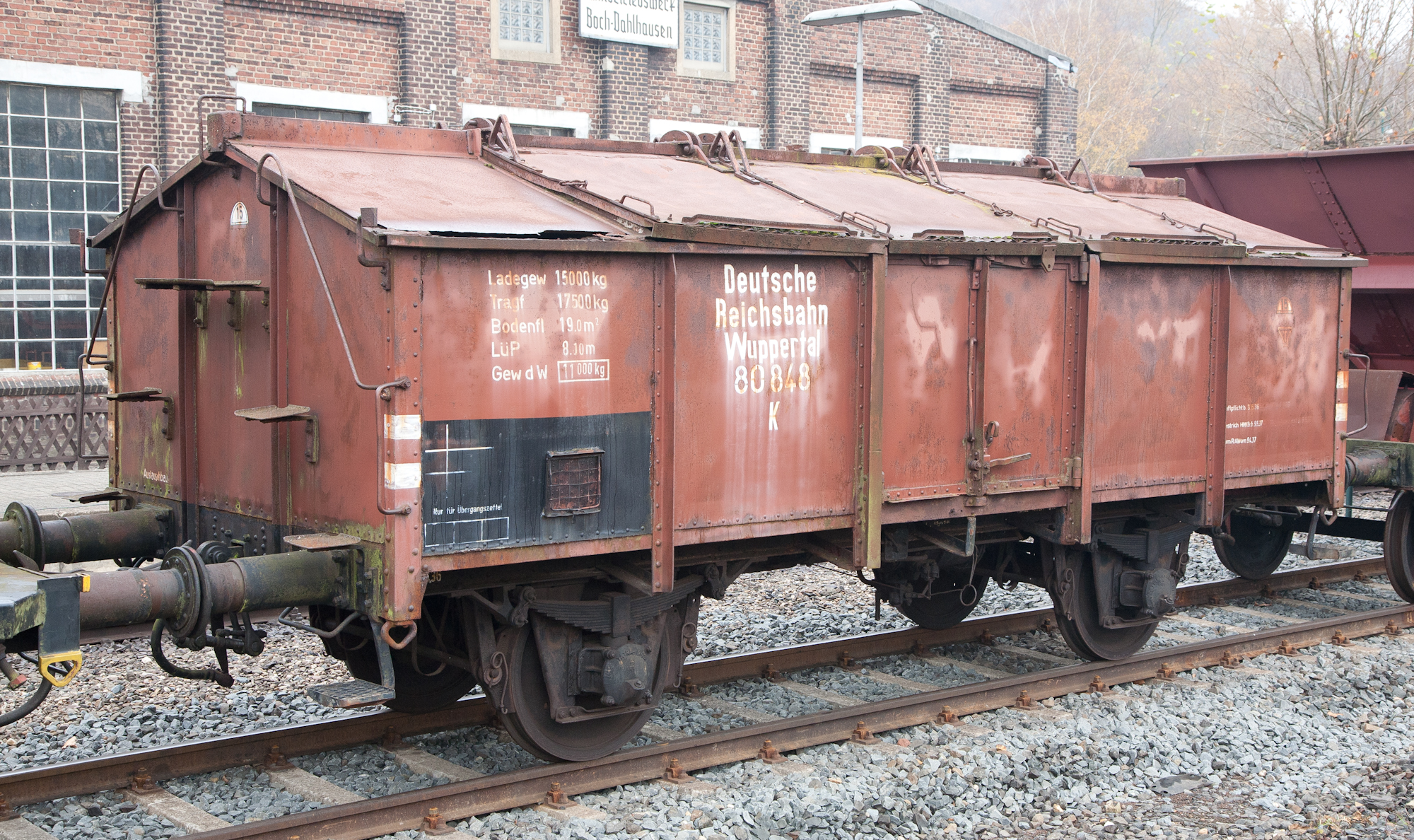
Klappdeckelwagen des Gattungsbezirkes Wuppertal, früher Elberfeld

Gattungszeichen K, Gattungsbezirk Elberfeld / Wuppertal
Die Klappdeckelwagen der Austauschbauart waren länger und hatten mit 4.000 mm einen größeren Achsstand als die nach Musterblatt A7 gebauten Klappdeckelwagen der Verbandsbauart. Ihre Länge über Puffer ohne Handbremse betrug 8.100 mm und mit Handbremse 8.800 mm. Sie verfügten über ein Ladevolumen von 28,6 m³ mit Bremserhaus und über 34,5 m³ ohne Bremserhaus. Die Seitenwände wurden jetzt durch eine senkrechte Strebe beiderseits der Tür in je zwei Felder geteilt. 
Zwischen 1924 und 1933 entstanden etwa 1.000 Wagen der Austauschbauart in Niettechnologie. 
1935 beschaffte die Deutsche Reichsbahn aber nur noch zwei geschweißte Versuchswagen mit gleichen Hauptabmessungen. Zu einem Serienbau dieses Wagenart kam es nicht mehr, da der schwierig zu entladende Klappdeckelwagen mittlerweile technisch überholt war und gedeckte Selbstentladewagen seine Aufgaben übernehmen konnten. Mit der Umbenennung von Barmen-Elberfeld in Wuppertal im Jahre 1930 wurde der für die Klappdeckelwagen gültige Gattungsbezirk ebenfalls von Elberfeld in Wuppertal umbenannt. Diese Wagen erhielten die Wagennummern von 80.001 bis 80.991.

#### Verschlagwagen
Gattungszeichen V(r), Gattungsbezirk Altona / Hamburg
Nach den Wagen der Verbandsbauart nach Musterblatt A8 entstanden ab 1927 die genieteten Verschlagwagen der Austauschbauart, die im Gegensatz zu den kürzeren Verbandswagen in den Hauptabmessungen und den technischen Eigenschaften den gedeckten Güterwagen der Wagengattung „Gr Kassel“ entsprachen.
Von diesen doppelbödigen Wagen zum Transport von Kleinvieh (Schweine, Schafe, Ziegen, Geflügel usw.) wurden aber nur etwa 320 Wagen gebaut. Die meisten dieser Wagen waren mit Spurwechselradsätzen für die russische Breitspur ausgestattet und wurden mit und ohne Bremserhaus ausgeliefert. Die Wagennummerierung ging von 80.001 bis 80.654. Mit der Eingemeindung von Altona nach Hamburg änderte sich auch ab 1937 der Gattungsbezirk der Verschlagwagen von Altona nach Hamburg.

### Offene Güterwagen
Gattungszeichen O, Gattungsbezirk Halle
Diese abbordbaren offenen Wagen basierten auf den Wagen der Verbandsbauart nach Musterblatt A1 und wurden den Anforderungen des Austauschbaus angepasst. Die ab 1928 gebauten zweiachsigen Wagen hatten ein Ladevolumen von 18,4 m³, ein Ladegewicht von 15 Tonnen und eine Tragfähigkeit von 17,5 Tonnen. Die hölzernen Wände waren 1.000 mm hoch und der Achsstand betrug bei diesen Wagen mit und ohne Handbremse einheitlich 4.000 mm. Von dieser Wagengattung wurden etwa 26 Exemplare gebaut. Die Wagennummerierung ging von 80.001 bis 80.026.
Gattungszeichen Om, Gattungsbezirk Königsberg
Diese ab 1927 in Serie gebauten Güterwagen mit 20 Tonnen Ladegewicht waren die ersten offenen Wagen, die nach den Vorgaben des Austauschbaus gebaut wurden. Sie verfügten über Diagonalstreben neben den Türen und ein Sprengwerk direkt unter diesen. Das über Puffer 9.100 mm (mit Handbremse: 9.800 mm) lange Untergestell mit 4.500 mm Achsstand fand auch für die gedeckten Güterwagen der Wagengattung „Gr Kassel“ sowie zahlreiche Sonderbauarten und Privatgüterwagen Verwendung. 
1939 wurde die Produktion dieser Güterwagen zugunsten der geschweißten offenen Wagen der Gattung Omm eingestellt, bis dahin wurden allerdings nur etwa 20.000 Wagen gebaut. In einigen besetzten Gebieten wurden während des Zweiten Weltkriegs nochmals ungefähr 4.300 dieser genieteten Wagenart gebaut.

#### Rungenwagen
Gattungszeichen R(r), Gattungsbezirk Stuttgart
Diese ab 1926 gebauten Rungenwagen wurden gegenüber den Wagen der Verbandsbauart A4 um 600 mm verlängert, sodass das Untergestell mit dem 1927 gebauten Wagen der Wagengattung „Gl Dresden“ übereinstimmte. Sie wurden mit und ohne Handbremse gebaut und hatten 22 hölzerne Rungen; die meisten dieser Wagen waren Umsetzwagen zum Übergang auf Breitspur. 
Das Ladegewicht betrug weiterhin 15 Tonnen. Sie hatten einen Achsstand von 7000 mm, eine Ladelänge von 10.720 mm, eine Ladefläche von 27 m², eine Länge über Puffer von 12.800 mm mit Handbremse, ohne Handbremse 12.100 mm und ein trapezförmiges Sprengwerk.

#### Zweiachsige Schienenwagen
Gattungszeichen Sm, Gattungsbezirk Augsburg
Diese ab 1927 ausschließlich ohne Handbremse gebauten genieteten Wagen waren in den Abmessungen mit denen der Verbandsbauart nach Musterblatt A11 identisch, nur die Ladefläche war 50 mm breiter. Ihr Achsstand betrug 8.000 mm, ihre Ladelänge 12.988 mm und ihre Länge über Puffer betrug 14.400 mm. Sie waren aber für ein Ladegewicht von 20 Tonnen konstruiert, während die Wagen der Verbandsbauart nur für 15 Tonnen zugelassen waren, und erhielten daher ein massives Sprengwerk aus Winkeleisen. Sie verfügten über jeweils sechs eiserne Seitenrungen und einen tiefer gesetzten Rungenstützrahmen. Von 1927 bis 1936 wurden circa 190 Wagen gebaut.

#### Vierachsige Schienenwagen
Gattungszeichen SSl, Gattungsbezirk Köln
Bei der Konstruktion dieser ab 1928 gebauten Schienenwagen orientierte man sich nicht an den Schienenwagen der Verbandsbauart nach Musterblatt A3 mit 15.060 mm Ladelänge, sondern an der längeren preußischen Ausführung nach Zeichnung Ce 168 mit 18.050 mm Ladelänge. Die genieteten Wagen der Austauschbauart hatten genau wie die Schienenwagen nach Musterblatt A3 ein Bremserhaus, aber mit 40 Tonnen ein um 5 Tonnen höheres Ladegewicht. Ihre Länge über Puffer betrug 20.100 mm und ihr Eigengewicht lag bei 23 Tonnen. Die auffälligste Neuerung an diesen Güterwagen war der innenliegende Fischbauchträger.

#### Drehschemelwagen
Gattungszeichen H, Gattungsbezirk Regensburg
Bei gleichem Achsstand von 4.500 mm waren diese Drehschemelwagen etwas länger als die Wagen der Verbandsbauart nach Musterblatt A5. Diese ab 1925 gebauten zweiachsige Wagen hatten ein Ladegewicht von 15 Tonnen, eine Tragfähigkeit von 17,5 Tonnen und eine Länge über Puffer von 10.180 mm mit Handbremse. Für den Transport von Langhölzern wurden zwei einzelne Wagen zusammengestellt. 
Da die Transportaufgaben der Drehschemelwagen zunehmend von den vierachsigen Schienenwagen übernommen wurden, führte dies dazu, dass diese Wagengattung nicht mehr weiter gebaut wurde.

### Übersichtstabelle
Die nachfolgende Tabelle gibt einen Überblick über einige Standardgüterwagen der Austauschbauart.
Die Spalte „DB“ gibt das Gattungszeichen und die Bauartnummer der Deutschen Bundesbahn wieder, die ab 1951 gültig waren.
Die Spalte „DR“ gibt das Gattungszeichen und die Gattungsnummer der Deutschen Reichsbahn wieder, die ab 1951 angeschrieben wurden.
| Güterwagen der Austauschbauart  | Güterwagen der Austauschbauart | Güterwagen der Austauschbauart | Güterwagen der Austauschbauart | Güterwagen der Austauschbauart | Güterwagen der Austauschbauart            | Güterwagen der Austauschbauart | Güterwagen der Austauschbauart |
| Wagenart                        | Gattungszeichen                | Gattungsbezirk                 | Ladegewicht                    | Baujahr                        | Merkmale                                  | DB                             | DR                             |
| ------------------------------- | ------------------------------ | ------------------------------ | ------------------------------ | ------------------------------ | ----------------------------------------- | ------------------------------ | ------------------------------ |
| gedeckter Güterwagen            | Gr                             | Kassel                         | 15 t                           | 1927                           | Tonnendach, Achsstand 4500 mm             | Gr 20                          | Gr 04                          |
| gedeckte großräumige Güterwagen | Gl                             | Dresden                        | 15 t                           | 1927                           | Tonnendach                                | Gl 22                          | Gl 12                          |
| gedeckte großräumige Güterwagen | Glhs                           | Dresden                        | 15 t                           | 1933                           | Achsstand 7700 mm                         | Glhs 25                        | Glhs 12                        |
| gedeckte großräumige Güterwagen | Glr                            | Dresden                        | 15 t                           | 1923                           | Achsstand 7000 mm                         | Glr 22                         | Glr 12                         |
| gedeckte großräumige Güterwagen | Glr                            | Dresden                        | 15 t                           | 1935                           | Achsstand 7000 mm                         | Glmr 28                        | Glr 12                         |
| gedeckte großräumige Güterwagen | Glt                            | Dresden                        | 15 t                           | 1927                           | zweiflügelige Stirntüren, auf einer Seite | Glt 23                         | Glt 13                         |
| gedeckte großräumige Güterwagen | Gltrhs                         | Dresden                        | 15 t                           | 1933                           | zweiflügelige Stirntüren, auf einer Seite | Gltrhs 23                      | Gltrhs 13                      |
| Klappdeckelwagen                | K                              | Elberfeld, ab 1930 Wuppertal   | 15 t                           | 1925                           | Ladevolumen 23,7 m³                       | K 25                           | K 21                           |
| Verschlagwagen                  | V                              | Altona, ab 1937 Hamburg        | 15 t                           | 1927                           | Tonnendach, Achsstand 4500 mm             | V 23                           | V 23                           |
| offene Güterwagen               | O                              | Halle                          | 15 t                           | 1928                           | Achsstand 4000 mm                         | O 20                           | O 29                           |
| offene Güterwagen               | Om                             | Königsberg                     | 20 t                           | 1924                           | Achsstand 4500 mm                         | Om 21                          | Om 41                          |
| Rungenwagen                     | R(r)                           | Stuttgart                      | 15 t                           | 1926                           | Sprengwerk, Achsstand 7000 mm             | R 20                           | R 61                           |
| zweiachsiger Schienenwagen      | Sm                             | Augsburg                       | 20 t                           | 1927                           | Ladegewicht 20 t                          | Sm 24                          | Sm 64                          |
| vierachsiger Schienenwagen      | SSl                            | Köln                           | 40 t                           | 1928                           | Ladelänge 18.086 mm                       | SSlm 25                        | SSlm 65                        |
| Drehschemelwagen                | H                              | Regensburg                     | 15 t                           | 1925                           | Achsstand 4500 mm                         | H 20                           | H 68                           |

## Güterwagen der Sonderbauart
Das Streben nach Vereinheitlichung traf auch die Güterwagen der Sonderbauart; so wurden viele Standardbauteile wie beispielsweise Untergestelle mit 4.500 mm oder 7.000 mm Achsstand verwendet. Die nachfolgenden Güterwagen in Sonderbauart sind Wagen, die größtenteils aus Standardgüterwagen entstanden, aber über eine besondere Ausstattung verfügen oder besondere Eigenschaften haben. So ist ein Kühlwagen ein gedeckter Güterwagen mit Sonderausstattung; er verfügt über eine Isolierung und ist beispielsweise mit Eisbehältern, Luftumwälzern oder Fleischhaken ausgestattet.

### Gedeckte Güterwagen in Sonderbauart
Gattungszeichen Gr, Gattungsbezirk Kassel
Einige Güterwagen des Gattungsbezirks Kassel wurden zur Beförderung von seuchenverdächtigen Tieren in Sonderbauart produziert. Diese Wagen hatten eine besondere Ausstattung, die aus einer Metallwanne zum Zurückhalten der Fäkalien, einem Entleerungssystem, einer geänderten Belüftung sowie doppelten Schiebetüren im Inneren des Wagens bestand, wodurch sich die Wagentüren nur schließen ließen, wenn diese Schiebetüren geschlossen waren.

#### Kühlwagen
Gattungszeichen Gk..., Gattungsbezirk Berlin
Bis zum Beginn des 20. Jahrhunderts verfügten die deutschen Bahnen ausschließlich über sogenannte Wärmeschutzwagen, die zwar isoliert waren, aber über keine Kühleinrichtung verfügten. Damit konnten Temperaturen zwischen +4 und +16 °C erreicht werden. Eine Vereinheitlichung als Verbandswagen hatte nicht stattgefunden. 
Die Deutsche Reichsbahn übernahm von dem Staatswagenverband etwa 1.500 Wärmeschutzwagen verschiedenster Bauarten.
Nach zwei Versuchswagen der Waggonfabriken Wismar und Uerdingen begann 1922, noch nicht nach Austauschbauart, die Serienherstellung zweiachsiger Kühlwagen mit zeitgemäßer Isolierung und Eiskühlung. Diese Technik garantierte Temperaturen zwischen −18 °C und +4 °C, womit die Waggons im Gegensatz zu den Wärmeschutzwagen auch für den Transport von Seefisch und Gefrierfleisch geeignet waren. Bis 1926 wurden einschließlich der Versuchswagen 175 Wagen der Bauart Uerdingen und 405 Wagen der Bauart Wismar gebaut, wobei sich die einzelnen Lieferserien in den Hauptabmessungen und der Ausstattung geringfügig unterschieden.
Darüber hinaus beschaffte die Gruppenverwaltung Bayern der DRG zwischen 1927 und 1931 von MAN 28 kurze Bierwagen, die auf dem Untergestell des Gr Kassel aufgebaut waren, und 16 weitere, für den Transport von Milch und Bananen bestimmte Kühlwagen nach einer Konstruktion der Waggonfabrik Wismar.

#### Gedeckte Fährbootwagen

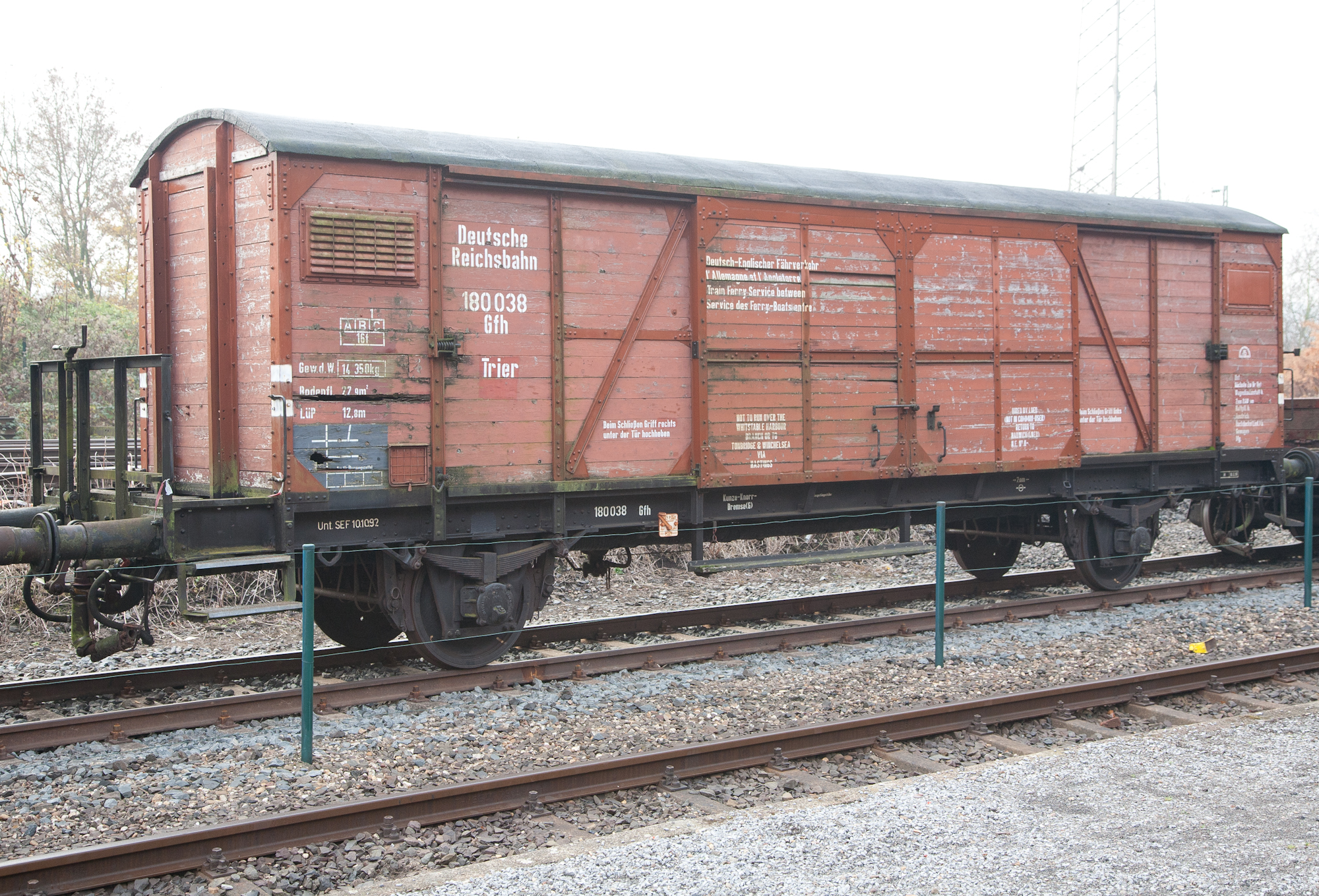
Fährbootwagen der Gattung Trier

Gattungszeichen Gfh, Gattungsbezirk Trier
Für den Eisenbahnfährbetrieb mit Großbritannien wurde ab 1927 die gedeckten Güterwagen der Wagengattung „Gfh Trier“ gebaut. Diese genieteten Wagen verfügten über einen schmalen und niedrigen Wagenkasten und über eine zweiteilige Schiebetür in der Wagenmitte. Durch einen Achsstand von 7.000 mm und die elflagigen und 1.100 mm langen Tragfedern war ihr Ladegewicht auf 15 Tonnen und ihre Tragfähigkeit auf 17,5 Tonnen begrenzt. 
Die Wagen hatten eine Länge über Puffer (LüP) von 12.800 mm mit Bremserbühne, teilweise mit Bremserhaus, und eine Ladefläche von 22,9 m². Alle Wagen waren mit einer Handbremse, einer Saugluftleitung, einer Dampfheizleitung und einer englischen Handhebel-Rangierbremse ausgestattet. Für den Einsatz auf dem Festland war auch eine Kunze-Knorr-Druckluftbremse vorhanden. Einige Wagen hatten auch eine Dampfheizleitung. 
Bis 1929 wurden etwa 300 dieser Wagen gebaut und gehörten von 1927 bis 1934 zum „Gattungsbezirk Trier“, ab 1935 wurden sie dem „Gattungsbezirk Saarbrücken“ zugeordnet. (DB: Gbh21, DR: Gbh03)

### Offene Güterwagen in Sonderbauart

#### Offene Großgüterwagen

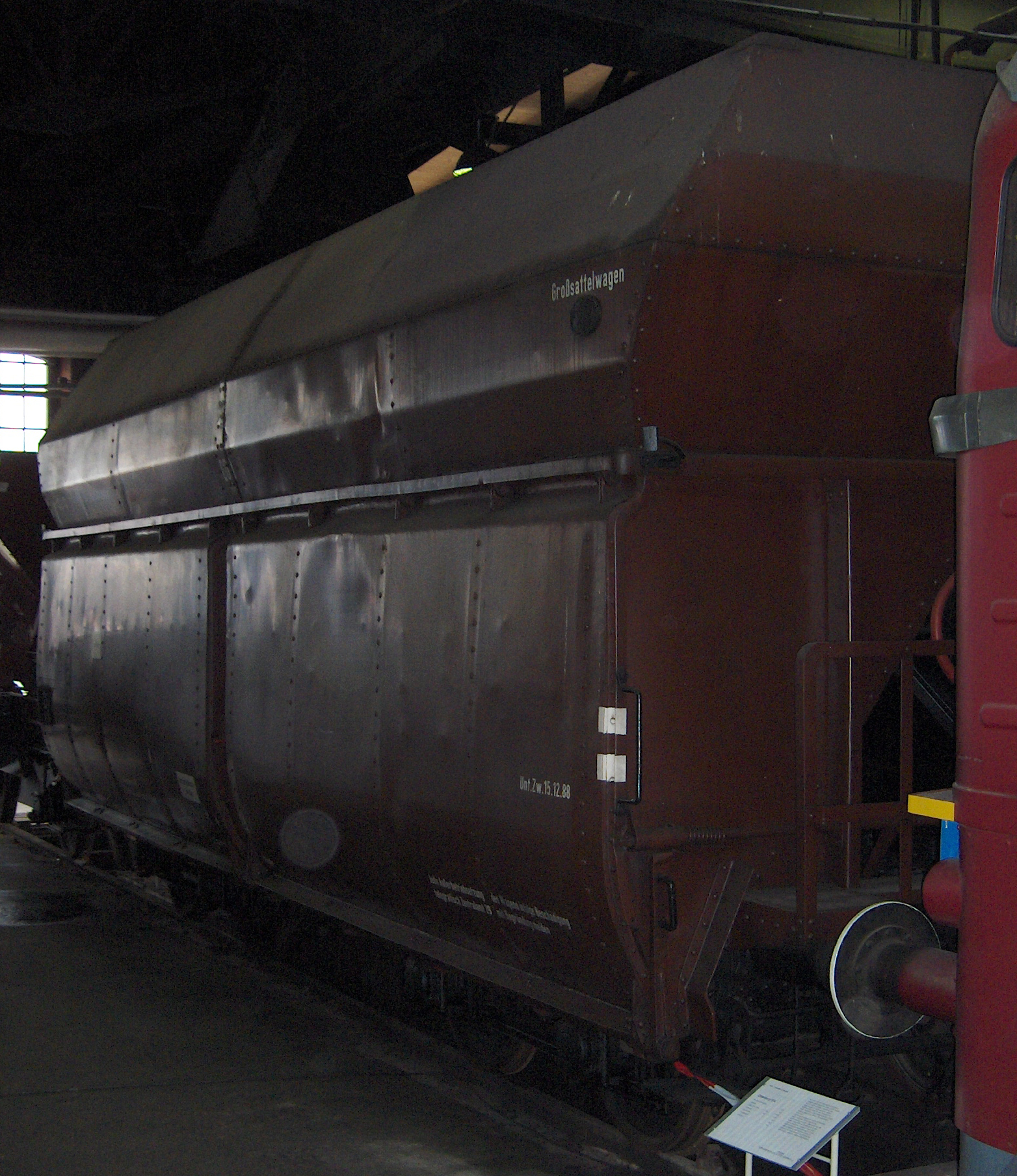
Selbstentladewagen „OOt Oldenburg“ Bj. 1928

Gattungszeichen OOt, Gattungsbezirk Oldenburg
Die vierachsigen offenen Selbstentladewagen wurden ab 1924 für einen effizienteren Transport von Kohle, Koks und Erz entwickelt. Sie wurden von verschiedenen Herstellern in unterschiedlichen Varianten an die Deutsche Reichsbahn geliefert, ihr Ladegewicht betrug 50 Tonnen, sie waren nicht kippfähig, ihre Länge über Puffer betrug zwischen 9.500 mm bis zu 12.350 mm, und sie waren mit einer Kunze-Knorr-Bremse (Kk-Bremse) ausgerüstet. Ein Teil dieser Großsattelwagen wurde für den Transport von nässeempfindlichem Koks mit Klappdeckeln versehen, diese Wagen wurden 1933 zur Wagengattung „KKt Oldenburg“ (DB: KKt 26). 1935 wurden alle vierachsigen Selbstentladewagen, Gattungszeichen OOt und KKt, dem „Gattungsbezirk Saarbrücken“ zugeordnet. Das Nebenzeichen „n“ (Luftbremse oder Luftleitung) für Güterwagen entfiel ab 1927. Siehe hierzu auch: „KKt Saarbrücken“, Klappdeckelwagen der geschweißten Bauart.

#### Selbstentladewagen (Synonym Talbotwagen)

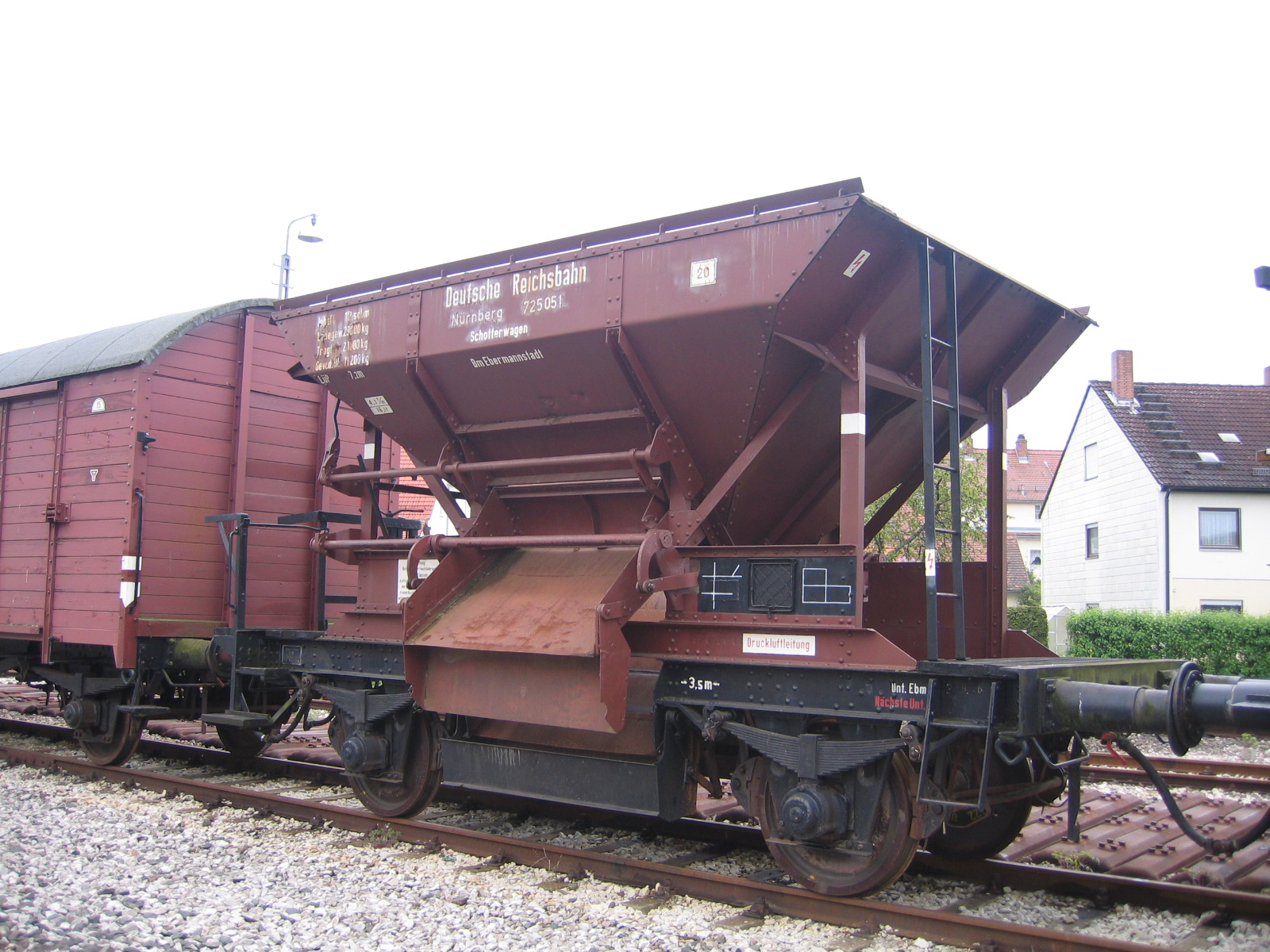
Talbot-Schotterwagen

Gattungszeichen Otm Gattungsbezirk Mainz
Der ab 1928 gebaute zweiachsige 20-Tonnen-Schotterwagen mit Lenkachsen und einem Ladevolumen von 12,5 m³ wurde von der Waggonfabrik Talbot aus Aachen entwickelt. Er wurde auch als Trichterwagen bezeichnet und hatte je drei einzeln verstellbare Schütten auf jeder Wagenseite. Dadurch konnte der Schotter sowohl innerhalb als auch außerhalb der Gleise genau verteilt werden. Bei der Deutschen Reichsbahn wurde er größtenteils als Arbeitswagen eingestellt und im Streckenbau eingesetzt. Alle anderen genieteten Schotterwagen, die nicht als Bahndienstfahrzeug eingesetzt wurden, gehörten zur Wagengattung „Otm Mainz“.

#### Offene Fährbootwagen
Gattungszeichen Rfh Gattungsbezirk Trier
Dieser ab 1928 gebaute genietete Fährbootwagen ist eine Sonderbauart eines Rungenwagens. Er wurde eigens für den deutsch-britischen Fährverkehr entwickelt und hatte zusätzlich eine englische Handhebel-Rangierbremse. Sein Ladegewicht betrug 15 Tonnen, seine Ladelänge 10.720 mm, und er hatte einen Achsstand von 7.000 mm. Seine Länge über Puffer betrug 12.800 mm und er wurde nur mit Handbremse gebaut. Ab 1935 wurden sie dem „Gattungsbezirk Saarbrücken“ zugeordnet.